# Подольський потік (притока Дудвагу)
Подольський потік (словац. Podolský potok) — річка в Словаччині, ліва притока Дудвагу, протікає в окрузі Нове Место-над-Вагом.
Довжина приблизно 4.0 км. Витік знаходиться в масиві Малі Карпати (геоморфологічна підодиниця Трнавські пагорби — схил гори Великий Плішивець); на висоті близько 270 метрів.
Протікає територією села Подоліє. Впадає у Дудваг на висоті приблизно 175-178 метрів.